# Crecopsis egregia
Il re di quaglie africano, rallo africano o schiribilla africana  (Crecopsis egregia W. Peters, 1854), unica specie del genere Crecopsis Sharpe, 1893, è un uccello della famiglia dei Rallidi originario dell'Africa subsahariana 

## Tassonomia
I Rallidi sono una famiglia di uccelli che comprende quasi 150 specie. Sebbene le loro origini risalgano a tempi remotissimi, il maggior numero di specie e le forme più primitive sono diffuse nel Vecchio Mondo e gli studiosi ritengono quindi che la famiglia abbia avuto origine qui. La tassonomia dei piccoli Rallidi è piuttosto complicata, ma per lungo tempo è stato ritenuto che il parente più stretto del re di quaglie africano fosse il re di quaglie, Crex crex, che nidifica in Europa e Asia, ma sverna in Africa. Il re di quaglie africano venne descritto per la prima volta, come Ortygometra egregia, da Wilhelm Peters nel 1854 a partire da un esemplare catturato in Mozambico, ma il nome del genere non venne riconosciuto dagli autori e non venne più utilizzato. Per un po' di tempo è stato classificato nel genere monotipico Crecopsis, e successivamente inserito in Crex, un genere creato appositamente per il re di quaglie dal naturalista e ornitologo tedesco Johann Matthäus Bechstein nel 1803.
Secondo Richard Bowdler Sharpe la specie africana differiva abbastanza dal re di quaglie da giustificare il suo inserimento nel genere monotipico Crecopsis, mentre in seguito altri autori la inserirono in Porzana, sulla base di alcune somiglianze fisiche con la schiribilla collobianco, all'epoca classificata come Porzana albicollis ma oggi posta nel genere monotipico Mustelirallus. Le differenze strutturali, però, spinsero gli studiosi a rimuovere la specie da Porzana e per lungo tempo la collocazione in Crex sembrò essere la più valida, fino a quando l'Unione Ornitologica Internazionale (International Ornithological Committee, IOC), nel 2020, non ha nuovamente ripristinato il genere desueto Crecopsis, dal momento che le ricerche recenti hanno indicato che il re di quaglie africano sia più strettamente imparentato con il rallo di Rouget che con il re di quaglie.
Il nome del genere, Crecopsis, deriva da Crex e dal greco antico opsis, «aspetto» o, in questo caso, «simile a», mentre quello della specie, egregia, deriva dal latino egregius, che vuol dire «eccezionale», «eminente».

## Descrizione

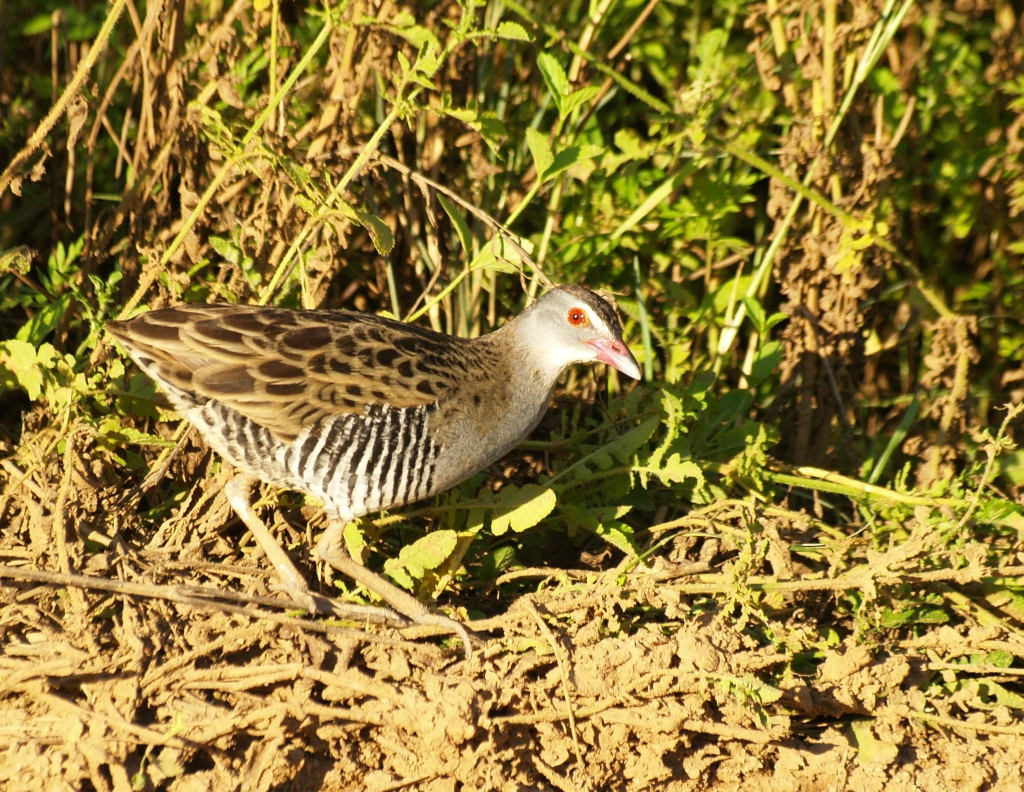
Re di quaglie africano in Sudafrica.

Il re di quaglie africano è un rallide di piccole dimensioni: misura 20–23 cm di lunghezza e ha un'apertura alare di 40–42 cm. Il maschio presenta le regioni superiori di colore nerastro, segnate da strisce bruno-oliva, a eccezione della nuca e della parte posteriore del collo, che sono di colore marrone chiaro uniforme; dalla base del becco fin sopra all'occhio corre una striscia bianca. I lati della testa, la fronte, la gola e il petto sono grigio-bluastri, le penne remiganti sono di colore marrone scuro, e i fianchi e i lati dell'addome sono ricoperti di strisce bianche e nere. L'iride è rossa, il becco rossastro, e le zampe e i piedi di colore marrone chiaro o grigio. I sessi sono simili nell'aspetto, sebbene le femmine siano leggermente più piccole e meno colorate dei maschi, e presentino disegni della testa meno marcati. Gli esemplari immaturi presentano regioni superiori più scure e uniformi degli adulti, becco scuro, iride grigia, e meno striature sulle regioni inferiori. Non ne vengono riconosciute sottospecie, né vi sono variazioni geografiche nel piumaggio. Dopo la nidificazione, soprattutto prima della migrazione, la specie effettua una muta completa. Sebbene viva in habitat piuttosto aperti, è priva delle penne bianche del sottocoda, utilizzate come segnali nelle acque aperte o proprie delle specie gregarie, come le folaghe e le gallinelle d'acqua.
Il re di quaglie africano è più piccolo del re di quaglie, che presenta anche regioni superiori più scure, faccia di colore grigio uniforme e una striatura di tipo diverso sulle regioni inferiori. In volo, la specie africana ha ali più brevi e smussate, con un margine bianco meno evidente, nonché battiti d'ala più forti del suo cugino. Altri Rallidi presenti nelle stesse aree sono più piccoli, presentano disegni bianchi sulle regioni superiori, hanno le regioni inferiori di colori differenti e il becco più corto. Il porciglione africano ha le regioni superiori di colore marrone scuro, un lungo becco rosso e zampe e piedi parimenti rossi.

### Richiamo
Come altri rallidi, il re di quaglie africano presenta una vasta gamma di vocalizzazioni. Il richiamo territoriale e di avviso del maschio è costituito da una serie di rapidi e gracchianti krrr ripetuti due o tre volte al secondo per alcuni minuti. Viene emesso soprattutto durante la stagione della nidificazione, solitamente nelle prime e nelle ultime ore della giornata, ma talvolta prosegue fino a tarda sera o inizia prima dell'alba. Quando emette il proprio richiamo il maschio rimane immobile, con il collo allungato verso l'alto, ma può cantare anche mentre caccia gli intrusi sul terreno o in volo. Entrambi i sessi emettono un forte kip come richiamo d'allarme o durante gli scontri territoriali, assumendo una posa simile a quella descritta per il richiamo di avviso. Una volta iniziata la nidificazione, gli uccelli si fanno più silenziosi, ma i padroni dei territori ritornano a emettere il richiamo kip non appena la stagione degli amori è terminata, soprattutto nelle zone dove i conspecifici sono più numerosi. Un gracchiante richiamo kraaa è associato a posture di minaccia e alla copulazione; se un uomo imita quest'ultimo richiamo, il re di quaglie africano si può avvicinare fino a una distanza di 10 m. I pulcini nati da poco emettono un debole wheeeez, mentre quelli più grandi pigolano.
Il gracchiante richiamo di allarme si distingue facilmente dal hwitt-hwitt-hwitt emesso dal voltolino eurasiatico, dal monotono tak-tak-tak-tak-tak simile al ticchettio di un orologio della schiribilla striata, o dal quick-quick della schiribilla grigiata. Il re di quaglie, invece, quando è in Africa non emette alcun richiamo.

## Distribuzione e habitat

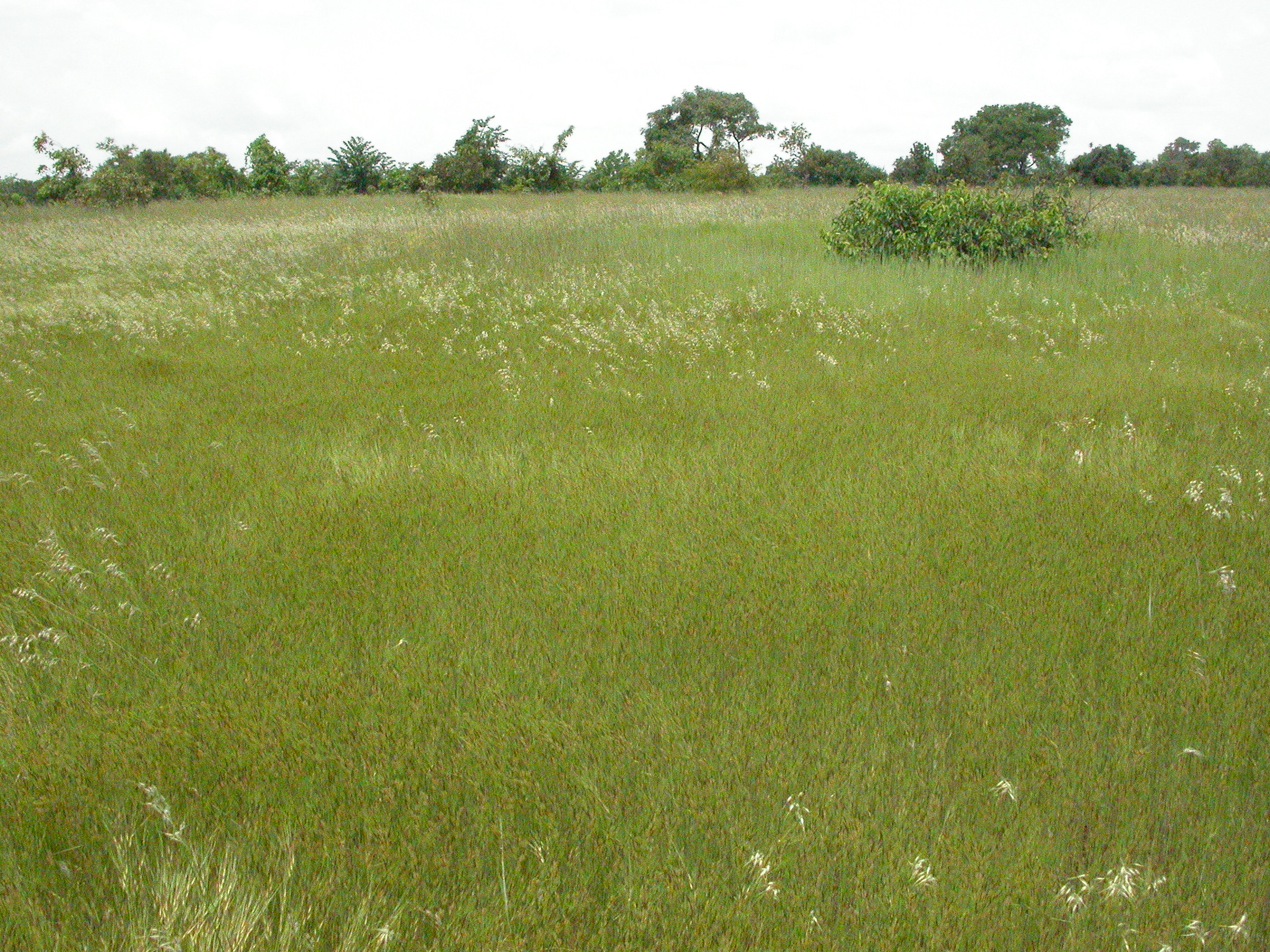
La prateria africana.

Il re di quaglie africano si incontra in tutta l'Africa subsahariana, dal Senegal fino al Kenya, a est, e al KwaZulu-Natal, a sud, tranne che nelle regioni aride dell'Africa meridionale e sud-occidentale, dove le precipitazioni estive non superano i 300 mm. È diffuso e localmente comune in gran parte dell'areale, tranne che nelle foreste pluviali e nelle regioni più aride. Quasi tutta la popolazione sudafricana, costituita da circa 8000 esemplari, è stanziata nel KwaZulu-Natal e in quella che era la Provincia del Transvaal, specialmente nelle aree protette del Parco nazionale Kruger e del Parco delle Zone Umide di iSimangaliso. Questo rallide compare solo molto raramente, come visitatore accidentale, nelle regioni meridionali della Mauritania, nel Niger sud-occidentale, nel Lesotho, nelle regioni settentrionali e orientali della Provincia del Capo e della Provincia del Nord-Ovest in Sudafrica e nel Botswana meridionale. Inoltre, è raro sull'isola di Bioko (Guinea Equatoriale), mentre a São Tomé e Tenerife è stato avvistato solamente due volte; i due esemplari avvistati nelle isole Canarie sono i primi mai comparsi nel Paleartico occidentale. Resti risalenti all'Olocene ritrovati nel Nordafrica indicano che la specie occupava un areale maggiore quando la regione di quello che oggi è il Sahara aveva un clima più umido.
Il re di quaglie africano è un migratore parziale, ma, seppure sia meno riservato di molti dei suoi parenti, i suoi spostamenti sono complessi e poco studiati; il suo areale, quindi, non è stato ancora determinato con certezza. Nidifica soprattutto durante la stagione delle piogge, e molti uccelli si allontanano dall'Equatore non appena le piogge che cadono altrove favoriscono la crescita di una copertura erbosa sufficiente da consentire loro la nidificazione. Gli spostamenti verso sud avvengono soprattutto tra novembre e aprile, mentre il ritorno verso nord inizia quando gli incendi o la siccità riducono nuovamente l'estensione del manto erboso. La specie è presente tutto l'anno in alcuni Paesi dell'Africa occidentale, nonché nelle regioni equatoriali, ma perfino in queste zone il numero di esemplari varia da una stagione all'altra in seguito agli spostamenti locali; brevi spostamenti nord-sud sono stati registrati in vari Paesi, come Nigeria, Senegal, Gambia, Costa d'Avorio e Camerun. La migrazione ha luogo di notte e coinvolge piccoli gruppi costituiti anche da otto esemplari. Può avvenire uno o due mesi dopo l'inizio della stagione delle piogge, prima che l'erba raggiunga l'altezza sufficiente per consentire la nidificazione. Nell'Africa meridionale alcuni uccelli possono rimanere anche dopo il termine della nidificazione, se le risorse alimentari sono ancora numerose.
Il re di quaglie africano è diffuso prevalentemente nelle zone erbose, dai margini delle paludi e dalle zone inondate stagionalmente alle savane, alle praterie aride poco arborate e alle radure delle foreste. Frequenta anche i campi di mais, riso e cotone, le fattorie abbandonate e le piantagioni di canna da zucchero vicine ai corsi d'acqua. Si incontra in ambienti dominati da varie specie di piante erbacee, ma predilige le distese ove l'erba non supera i 30–100 cm di altezza, sebbene tolleri anche zone dove la vegetazione raggiunge i 2 m. Generalmente predilige distese erbose più umide di quelle abitate dal re di quaglie, nonché quelle dove la vegetazione è meno alta, e i suoi siti di nidificazione spesso contengono boschetti o termitai, o sono posti nelle loro vicinanze. Si incontra dal livello del mare fino a 2000 m di quota, ma nelle praterie poste a quote più elevate è più raro. Le regioni erbose nelle quali abita, durante la stagione arida, vengono spesso devastate dagli incendi, e la specie è quindi costretta a spostarsi altrove. Nel corso di uno studio effettuato in Africa orientale, l'area media occupata da un esemplare risultò essere di 2,6 ha durante la nidificazione e di 1,97-2,73 ha negli altri periodi dell'anno. Le densità maggiori si riscontrano nelle praterie più lussureggianti e umide, come quelle del delta dell'Okavango.

## Biologia

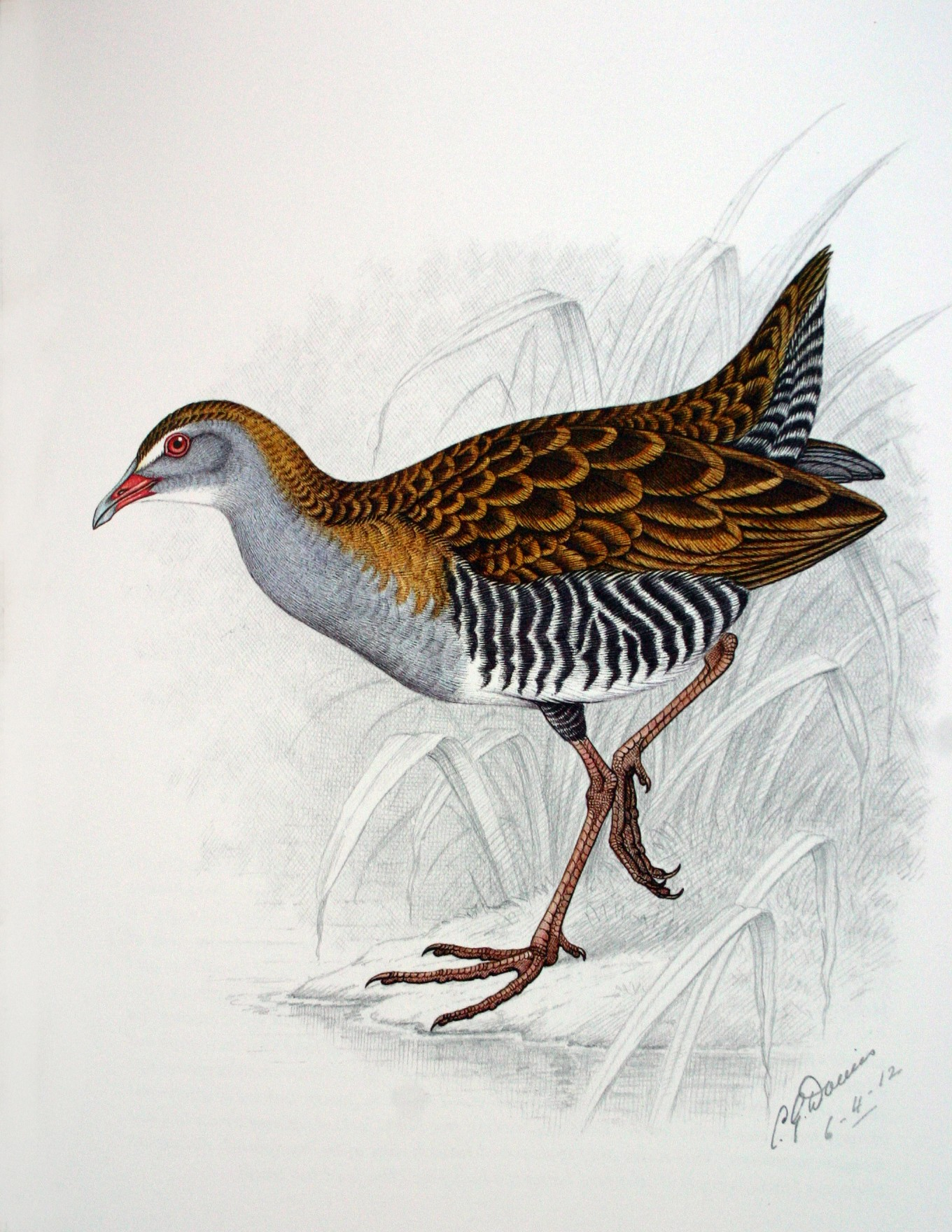
Disegno di Claude Gibney Finch-Davies.

Il re di quaglie africano è attivo durante il giorno, specialmente all'alba, al crepuscolo, nei periodi di pioggia non troppo intensa o dopo una forte precipitazione. È meno furtivo e restio a rimanere al coperto di altri Rallidi, e viene spesso avvistato ai lati delle strade e dei sentieri. Un osservatore all'interno di un veicolo può avvicinarsi fino a un metro di distanza. Quando un esemplare viene disturbato, spicca un breve volo di circa una cinquantina di metri, ma i nuovi arrivati possono occasionalmente volare due volte più lontano. Dopo il breve volo, l'uccello atterra soprattutto in un'area umida o dietro un cespuglio, e si rannicchia al suolo. Tra l'erba bassa riesce facilmente a sfuggire ai cani messi al suo inseguimento grazie alla sua velocità e agilità, correndo con il corpo tenuto quasi perfettamente orizzontale. Talvolta si appollaia in una depressione nei pressi di grossi ciuffi d'erba e fa il bagno nelle pozzanghere.
Il re di quaglie africano è territoriale sia nei terreni di nidificazione che di svernamento; quando percepisce la presenza di un intruso, il maschio rimane immobile e dispiega a ventaglio le penne di fianchi e addome per mostrare le striature sulle regioni inferiori. Talvolta marcia verso l'invasore, o cammina fianco a fianco a un altro maschio messo nella stessa posizione. La femmina può accompagnare il maschio, ma essa tiene le penne meno spiegate. In prossimità dei confini territoriali i maschi combattono tra loro saltandosi addosso e colpendosi col becco. Le femmine accoppiate attaccano le altre femmine del proprio territorio, specialmente quando il maschio mostra loro interesse.

### Alimentazione
Il re di quaglie africano si nutre di invertebrati, come lombrichi, gasteropodi, molluschi e adulti e larve di insetti, specialmente termiti, formiche, Coleotteri e cavallette. Talvolta cattura anche vertebrati, come piccole rane o pesci. Come sostanze vegetali, mangia soprattutto semi di piante erbacee, ma anche germogli verdi, foglie e altri tipi di semi. Va in cerca di cibo sia tra la vegetazione che sul terreno aperto, beccando insetti e semi dal terreno, rivoltando la lettiera di foglie, o scavando con il becco nel suolo morbido o molto asciutto. Può inseguire le prede che si muovono più rapidamente, allungare il collo per raccogliere il cibo dalle piante, o guadare i corsi d'acqua alla ricerca di prede acquatiche. Talvolta mangia anche riso, mais e piselli, ma non costituisce una minaccia per gli agricoltori. Foraggia da solo, in coppia o in gruppi familiari, talvolta in associazione con altri uccelli delle zone erbose, quali il croccolone, la quaglia blu e il re di quaglie. I pulcini si nutrono soprattutto di sostanze animali. Così come altri Rallidi, ingerisce piccoli sassolini per facilitare la digestione.

### Riproduzione
La stagione della nidificazione inizia con un breve corteggiamento, durante il quale la femmina corre rannicchiata, inseguita dal maschio, che adotta un'andatura più eretta, con il collo allungato in avanti. La femmina può fermarsi e abbassare il capo e la coda per consentire al maschio di fecondarla; la copula dura solo pochi secondi, ma può ripetersi per più volte nell'arco di un'ora. Il nido è costituito da una bassa struttura a coppa fatta di foglie di piante erbacee, talvolta con una sorta di tettoia, costruita in una depressione e nascosta sotto un grosso cespuglio d'erba o un piccolo arbusto; può essere costruito su terreno asciutto o leggermente rialzato in prossimità dell'acqua; più raramente, la struttura è galleggiante. Il nido misura 20 cm di larghezza, e la parte interna è profonda 2–5 cm e larga 11–12 cm. La covata consta di 3-11 uova di colore rosa; il primo uovo viene spesso deposto quando il nido è poco più di una massa di erba, e l'uovo successivo viene deposto il giorno seguente. Entrambi i genitori si occupano della cova, che dura circa 14 giorni; tutte le uova si schiudono entro 48 ore a dispetto del periodo di deposizione. I pulcini, precoci e ricoperti di piumino nero, lasciano ben presto il nido, ma vengono nutriti e protetti dai genitori. Si involano a quattro-sei settimane, e possono essere già in grado di volare pur non essendo completamente sviluppati. Non sappiamo se viene deposta una seconda covata.

## Predatori e parassiti
Tra i predatori del re di quaglie africano ricordiamo leopardi, serval, gatti, aironi testanera, astori canori scuri, aquile minori africane e aquile di Wahlberg. Una volta, in Sudafrica, dei pulcini da poco sgusciati dall'uovo vennero assaliti da un boomslang. Se sorpreso da un predatore, il re di quaglie africano può saltare verticalmente in aria prima di correre via: si ritiene che questa tattica gli permetta di eludere gli attacchi di serpenti o mammiferi terrestri.
La specie è parassitata da acari della famiglia degli Ixodidi e da un acaro delle piume, Metanalges elongatus, della sottospecie curtus. La sottospecie nominale di questo acaro è diffusa a migliaia di chilometri di distanza, in Nuova Caledonia.

## Conservazione
Il re di quaglie africano occupa un areale vastissimo, stimato su 15.700.000 km². L'entità della popolazione è sconosciuta, ma essa è alquanto numerosa in gran parte dell'areale e il numero di esemplari sembra essere stabile. Per questo, sulla Lista Rossa della IUCN compare tra le «specie a rischio minimo». Lo sfruttamento dei pascoli, l'agricoltura e la bonifica delle zone umide ha portato alla diminuzione dell'habitat del re di quaglie africano in molte aree, come in alcune regioni delle coste meridionali del KwaZulu-Natal, che sono state urbanizzate o utilizzate come terreni per la coltivazione della canna da zucchero. In altre aree, al contrario, le praterie sono aumentate, in anni recenti, a seguito della deforestazione. Le carni di questo rallide sono considerate ottime da mangiare, e per tale motivo viene cacciato in alcune regioni. Malgrado tutti questi fattori di rischio, la specie non sembra correre alcun rischio reale.
Sebbene la maggior parte dei Rallidi del Vecchio Mondo siano protetti dall'Accordo sulla conservazione degli uccelli acquatici migratori dell'Africa-Eurasia (AEWA), ciò non vale per il re di quaglie africano, neppure in Kenya, dove è considerato «specie prossima alla minaccia». Come il suo cugino re di quaglie, ha abitudini troppo terrestri per essere considerata una specie tipica delle zone umide.